# Agyhártyagyulladás

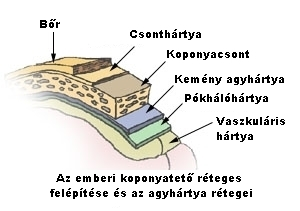
Az emberi koponyatető réteges felépítése és az agyhártya rétegei: a bőr, a csonthártya, a koponyacsont, a kemény agyhártya, a pókhálóhártya és a vaszkuláris hártya

Az agyhártyagyulladás (meningitis), régies szóval agyláz, az agyhártyáknak vagy agyburkoknak, azaz a központi idegrendszert körülvevő hártyák gyulladásos megbetegedése, ami súlyos, életveszélyes állapot, és sürgősségi orvosi beavatkozást igényel. Gyógyulás után is nagyon gyakran visszamaradó idegrendszeri károsodáshoz vezethet az agyhártyák összenövése, hegesedése miatt.
A megbetegedés kiváltó okát tekintve két fő csoportba osztható: ezek az élő kórokozókkal történt fertőzés és az egyéb kórokok által kiváltott (nem fertőzéses) gyulladások. A kettő közül a mikroorganizmusok által okozott fertőzés a gyakoribb kórok. Vírusok, baktériumok, gombák, de paraziták is okozhatnak gyulladást. A nem fertőzés okozta agyhártyagyulladás eredete lehet rákbetegség, a koponya fizikai sérülései, sugárzások, bizonyos vegyi anyagok, gyógyszerek vagy kábítószerek.
A fertőzéses agyhártyagyulladás okozója lehet többféle vírus. A gombák és paraziták által okozott betegség viszonylag ritka.
Az agyhártyagyulladás második leggyakoribb okozói a baktériumok. Többféle baktérium okozhat agyhártyagyulladást, és a következmény ebben az esetben is igen súlyos lehet. A vírusokkal ellentétben szerencsére itt az antibiotikumok időbeni, intenzív és lehetőleg célzott alkalmazása teljes gyógyuláshoz vezethet.
Az agyhártyagyulladás egyes okozói ellen védőoltás áll rendelkezésre; ilyen kórokozók a meningococcus és a pneumococcus baktériumok, valamint a mumpszvírus.

## Tünetek
A tünetek közé tartozik a rendkívül erős fejfájás, a nyakmerevség, a hirtelen magas láz és a megváltozott elmeállapot. Mindezen tünetek azonban egy elemzés szerint a fertőzés okozta agyhártyagyulladás eseteinek csak kb. 44%-ában jelennek meg együttesen. A kezdeti tünetek nem jellegzetesek, akár az influenzával is összetéveszthetők. A betegség magas lázzal, tudatzavarral, idegrendszeri görcsökkel járhat.
Egyéb tünetek: fényiszony, hangiszony, idegesség, delírium; kisgyermek esetében görcs, hat hónaposnál fiatalabb csecsemőnél a kutacsának megduzzadása.
Két hagyományos, könnyen kiváltható reakció a Kernig-jel és a Brudzinski-jel. Az előbbit egyszerűsége miatt már 1882-től alkalmazzák. Bár mindkettőt széles körben használják, egy 2002-ben végzett kutatás szerint ezek egyike sem teljesen megbízható diagnosztikai szempontból.
A Neisseria meningitidis coccus által okozott betegségre jellemzően gyorsan terjedő, kék és lila színű pontokból álló bőrvérzéses kiütés előzi meg a többi tünetet. Ez rendszertelenül terjed a csípőn, a lábszárakon, a kötőhártyán és olykor a beteg talpán és tenyerén. Ennek a fertőzésnek a tünetei hasonlítanak a száj- és körömfájás és a genitális herpesz tüneteire is.
Boncolás alkalmával az agy vascularis hártyarétegének nagymértékű gyulladása jelzi, hogy a halál oka agyhártyagyulladás volt. Ezenkívül az elhunyt agy-gerincvelői folyadékában megnőtt a festékkel festhető, szemcséket tartalmazó fehérvérsejtek koncentrációja. Az agyalap, az idegek, a gerincvelő és az agy környezetének elgennyesedése megerősíti az agyhártyagyulladás gyanúját.

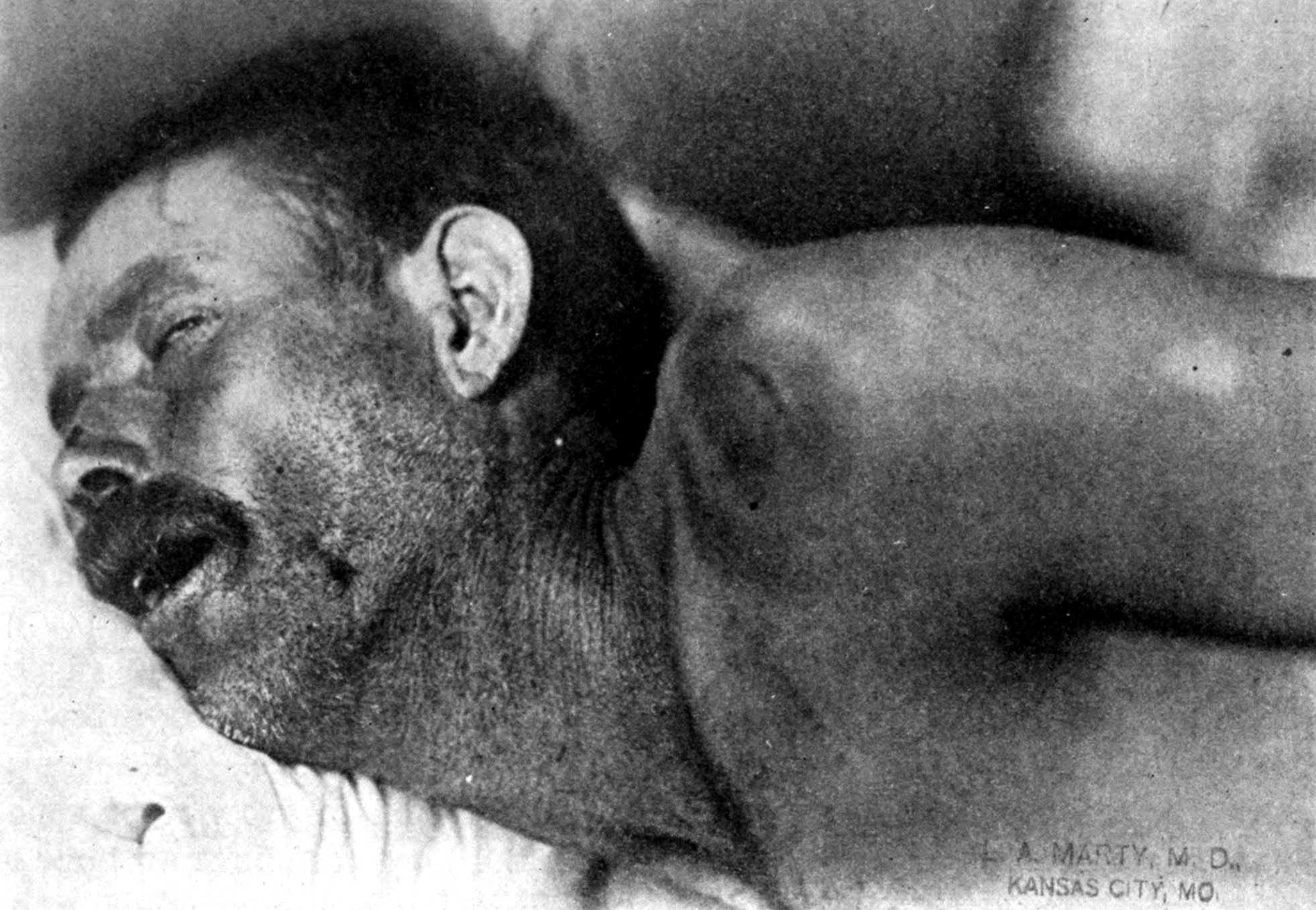
Járványos agyhártyagyulladásban szenvedő beteg. Jól megfigyelhető a nyak merevsége.
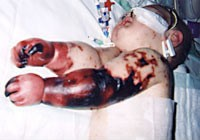
Bőrvérzéses kiütések egy csecsemő végtagjain.
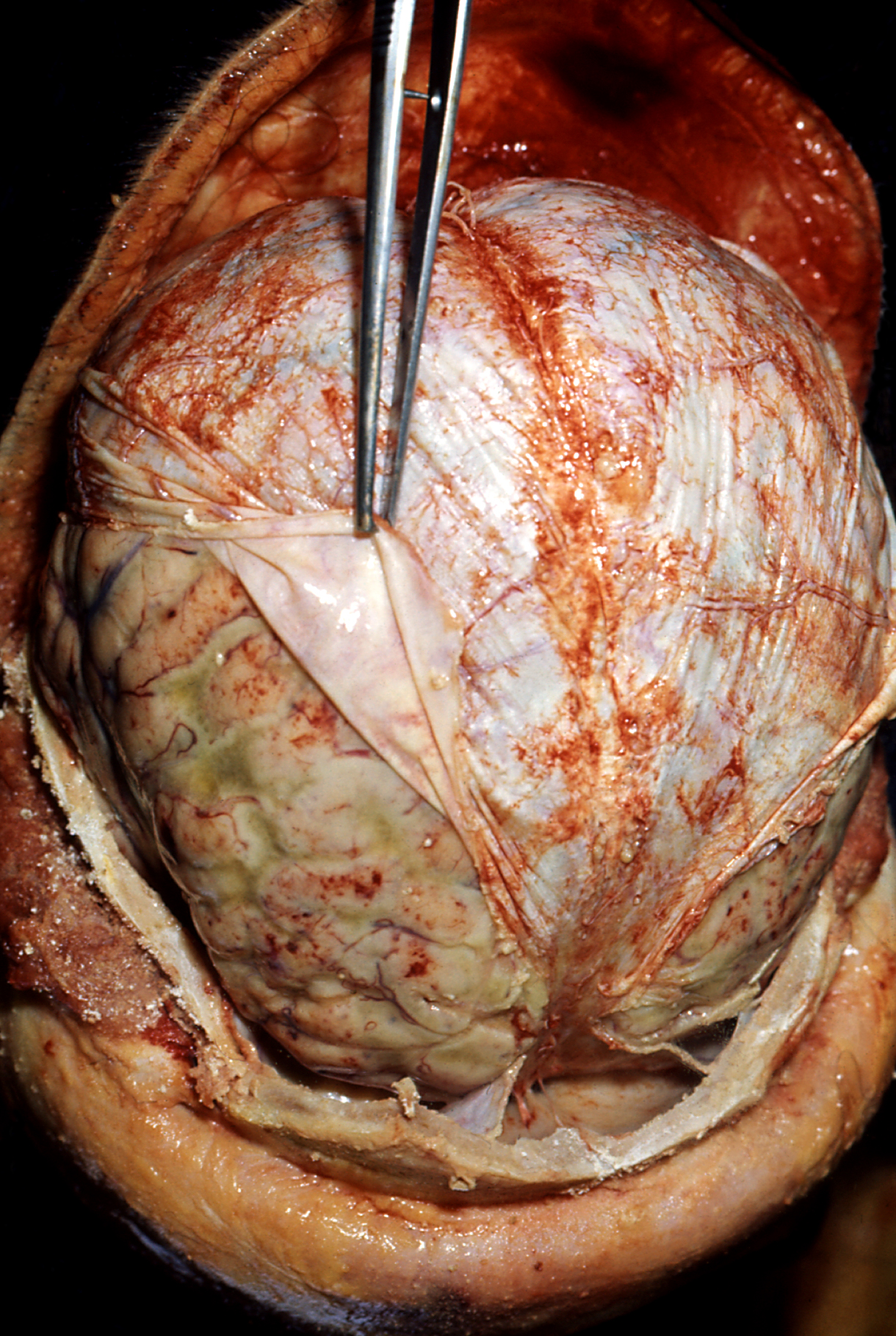
Agyhártyagyulladásban elhunyt beteg boncolásos vizsgálata. A fehéres hártya a kemény agyhártya. Alatta látható az agy felületének sárgás-zöldes gennyesedése.

## Okai
Az agyhártyagyulladás leggyakoribb okozói (a parazitákat is ideszámítva) mikroorganizmusok, amik a vérkeringés útján kerülnek az agy-gerincvelői folyadékba. A leggyakoribb kórokozó egy viszonylag veszélytelen vírus, az általa okozott agyhártyagyulladás általában néhány napon belül elmúlik. A második leggyakrabban észlelt esetek csoportja bakteriális eredetű. Ez igen veszélyes, sokszor halállal is jár.

### Bakteriális agyhártyagyulladás
A beteg korától függően más és más baktériumok okoznak agyhártyagyulladást.
- Koraszülöttekben és újszülöttekben a streptococcusok B törzsének III-as altípusa (a hüvelyflórából), az Escherichia coli K1 antigént hordozó változata, és a Listeria monocytogenes IVb szerotípusa a leggyakoribb kórokozó.
- A nagyobb gyerekekben a Neisseria meningitidis meningococcus és a pneumococcus 6-os, 9-es, 14-es, 18-as és 23-as szerotípusa okozza a legtöbb esetet. Azokban az országokban, ahol nem vezettek be oltásokat ellene, ötéves kor alatt a Haemophilus influenzae B is veszélyes.[4][10]
- Felnőttekben az N. meningitidis és az S. pneumoniae felelős az esetek 80%-áért.
- Ötvenéves kor felett megnő a L. monocytogenes által okozott agyhártyagyulladás kockázata.[10][11]

A koponya sérülései lehetőséget adnak az orrban tenyésző baktériumoknak az agyhártyába való behatolásra. Az agyvíz elvezetésére szolgáló eszközzel élők is veszélyeztetettebbek. Ezekben az esetekben gyakoriak a staphylococcusok, a pseudomonasok és más Gram-negatív baktériumok által okozott fertőzések. Ugyanezek a baktériumok gyakoribbak a legyengült immunrendszerű vagy immunhiányos betegeknél. A csecsnyúlvány és a középfül gyulladása könnyen ráterjedhet az agyhártyára is. További kockázati csoportot alkotnak a cochleáris implantátumot használók.
A tuberkulózisos agyhártyagyulladás azokban a régiókban gyakori, ahol elterjedt a Mycobacterium tuberculosis, a gümőkór baktériuma. Immunhiányos betegekben a szokottnál gyakrabban fordul elő.
A visszatérő bakteriális agyhártyagyulladás a tartósan fennálló anatómiai eltéréseknek vagy az immunrendszer gyengeségének tulajdonítható. Ezek az anatómiai eltérések kapcsolatot teremtenek az idegrendszer és a külvilág között. Ezek közül a koponyatörések, az agyalapot, orrmelléküregeket érintő repedések a leggyakoribbak. Egy 363 esetet vizsgáló tanulmány szerint az esetek 59%-ában volt ilyen törés vagy repedés, 36%-ában immunhiány, és 5%-ában az agyhártyával szomszédos területekről terjedt át a fertőzés.

### Fertőzésmentes agyhártyagyulladás
A fertőzésmentes agyhártyagyulladás azokat az eseteket foglalja magába, amelyekben nem mutatható ki bakteriális fertőzés. Legtöbbször a vírusos agyhártyagyulladásra vonatkoztatják, de ide tartoznak a részben már gyógyult esetek vagy a szomszédos területekről átterjedő gyulladások, például az orrmelléküregekből, vagy a szívburokból. Kiválthatják spirálbaktériumok, például a Treponema pallidum (a szifilisz kórokozója) vagy a Borrelia burgdorferi (a Lyme-kór okozója). A maláriás agyfertőzés, az agyi malária is okozhatja a fertőzésmentes agyhártyagyulladást.

### Virális agyhártyagyulladás
A vírusos agyhártyagyulladás leggyakoribb okozói az enterovírusok, a herpes simplex 2-es és 1-es típusa (a 2-es gyakrabban), a varicella zoster, a mumpsz, a HIV, és az LCMV.
A vírusok terjedhetnek cseppfertőzéssel, széklettel vagy köztes gazdákkal, kullancsokkal. A kullancsok által terjesztett vírus az agyhártyagyulladás mellett agyvelőgyulladást is okoz. Nyers kecske- vagy tehéntej is közvetítheti.

### Paraziták okozta agyhártyagyulladás
Az eozinofilek feldúsulása az agy-gerincvelői folyadékban parazitát valószínűsít. A leggyakoribb agyhártyagyulladást okozó élősködők az Angiostrongylus cantonensis és a Gnathostoma spinigerum hengeresférgek. Emellett azonban a tuberkulózis, a szifilisz, a cryptococcosis és a coccidiodomycosis kórokozója sem zárható ki, így további vizsgálatokra van szükség az élősködői eredet megállapításához.

### Gombák okozta agyhártyagyulladás
A gombák által okozott agyhártyagyulladás többnyire immunhiányos betegeken jelentkezik. Ismert kórokozók a cryptococcusok, például a Cryptococcus neoformans.
Gombákkal szennyezett gyógyszer okozta agyhártyagyulladásra is volt már példa. Az Amerikai Egyesült Államokban 2012 szeptemberében felfedezték, hogy egy massachusettsi gyógyszergyárból Aspergillus fumigatus penészgombával szennyezett szteroid készítmények kerültek forgalomba, amelyeket epidurális injekció formájában adtak be betegeknek. Az egészségügyi hatóságok adatai szerint ennek kapcsán 678 ember betegedett meg az országban, és közülük 44-en haltak meg.

### Nem fertőző agyhártyagyulladás
Az agyhártyagyulladásnak lehetnek más, nem fertőző okai is. Ilyenek az agyhártyába terjedő rák, és bizonyos gyógyszerek, főleg a nem szteroid alapú gyulladáscsökkentők, és az intravénás immunglobulinok. Néhány gyulladásos állapot, mint például a sarcoidosis, a szisztémás lupus erythematosus, a érgyulladás bizonyos formái, például a Behçet-kór, szintén kiválthatja a betegséget.
Az epidermoid és a dermoid ciszták szintén okozhatnak agyhártyagyulladást irritáló anyagok kibocsátásával. A Mollaret-féle agyhártyagyulladásért a 2-es típusú herpes simplex felelős.

### Amőbás agyhártyagyulladás
Az agyhártyagyulladást extrém ritka esetekben a Naegleria fowleri nevű amőba, közismert nevén agyevő amőba is okozhatja. Ezek az amőbák általában édesvizekben találhatóak, és a víz orrüregbe jutásával fertőznek. Attól függetlenül, hogy a fertőzés rendkívül ritka (Magyarországon eddig egyetlen feljegyzett eset sem történt), évente csak egy pár ember fertőződik meg, a halálozási aránya 98% (50-ből 1 túlélő), ami rendkívül magas. Megelőzni azzal lehet, hogy ha édesvizekben fürdünk, ügyeljünk arra, hogy ne kerüljön víz az orrunkba, valamint használjunk orrdugót.

## Diagnózis

### Diagnosztikai vizsgálatok
A diagnosztikai vizsgálatok közé tartozik egy kimerítő vérvizsgálat teljes vérsejtszámlálással, valamint egy mellkasröntgen, de a leglényegesebb vizsgálat, ami az agyhártyagyulladás távollétét bizonyítani tudja, az agy-gerincvelői folyadék elemzése.
A gerinccsapolás kerülendő, ha felmerül a gyanú, hogy a betegnek magas a belső agybeli nyomása, daganata, vagy szövethiánya van. Ekkor egy agykinyomódás halálos kimenetelű lehet. Ilyen esetekben egy CT-vel végzett, vagy pedig az MRI által készített felvételek előzetes tanulmányozása adhat választ a gerinccsapolás veszélyességére. 
Ez a helyzet a felnőtt betegek 45%-ánál fennáll. Ilyenkor még az eredmények megérkezése előtt elkezdik az antibiotikumos kezelést. Egyébként a gerinccsapolásos vizsgálat jön először, amit MRI követ. Az MRI jobb eredményt biztosít a CT-nél, mert pontosabban mutatja az agybeli ödéma, az iszkémia és a gyulladás helyét.
A gerinccsapolásos vizsgálatnál a kezdeti nyomás mérése az első feladat, mert ennek nagysága lehet az első jel arra, hogy bakteriális gyulladással állnak szemben. Egy 180 mm víznyomás (kb. 14 Hgmm felüli nyomás) már maga is erős jel erre. Cryptococcusos megbetegedés esetén a nyomás különösen magas.
Ezután az agy-gerincvelői folyadékból való mintavétel és annak részletes elemzése következik: fehérvérsejt-tartalomra, és annak teljes típuseloszlásának meghatározására, valamint fehérje- és glükóztartalomra. Bár Gram-festés vagy egy baktériumkultúra mikroszkópos megfigyelése kimutathat baktériumokat, már a jelenlevő fehérvérsejtek típusbeli eloszlása is megmutatja, hogy vírus vagy baktérium okozta agyhártyagyulladás a kiváltó ok.
Az agy-gerincvelői folyadékból vett mintán a következő vizsgálatok következhetnek a virális vagy bakteriális DNS keresésére, azonosítására:
- Latex-agglutinációs teszt
- Limulusz-lizát (LAL)-teszt, az endotoxinok kimutatására[10]
- Polimeráz-láncreakció vizsgálat, a továbbiakban PLR.[7]

Ha a beteg immunológiailag veszélyeztetett, akkor a folyadékot toxoplazmózis, Epstein–Barr-vírus, citomegalovírus és gombás fertőzés jelenlétére lehet vizsgálni, az egyedi DNS-ek kimutatásával.
| Állapot                             | Glükóz   | Protein             | Sejtek                           |
| ----------------------------------- | -------- | ------------------- | -------------------------------- |
| Akut bakteriális agyhártyagyulladás | Alacsony | Magas               | magas, sokszor > 300/mm³         |
| Akut virális agyhártyagyulladás     | Normális | normális vagy magas | limfocita, < 300/mm³             |
| Tuberkulózisos agyhártyagyulladás   | Alacsony | Magas               | magas sejtszám, kevert < 300/mm³ |
| Gombás agyhártyagyulladás           | Alacsony | Magas               | < 300/mm³                        |
| Malignáns agyhártyagyulladás        | Alacsony | Magas               | általában mononukleáris          |
| Szubarachnoidális agyvérzés         | Normális | normális vagy magas | Vörösvérsejtek                   |

Bakteriális gyulladás esetén az agy-gerincvelői folyadék glükóz/szérumglükóz aránya 0,4 alatt van, a Gram-festés, illetve a baktériumkultúra-vizsgálatok értékességét az mutatja, hogy míg a Gram-festés a bakteriális agyhártyagyulladás eseteinek csak 60%-át, a tenyésztés utáni mikroszkópos vizsgálat pedig csak 80%-át garantálja, a limulusz-lizát vizsgálat a Gram-negatív baktériumok endotoxinjait is képes kimutatni. A latex-agglutináció teszt még azt is megbízhatóan kimutatja, hogy a pneumococcus, Neisseria meningitidis, Haemophilus influenzae és az Escherichia coli közül melyikkel állunk szemben.
A baktériumtenyészeti vizsgálat eredményének értékét csökkentheti, ha a bakteriális kórokozót a kultúrában nem sikerült kimutatni, de az agy-gerincvelői folyadékból vett mintát az antibiotikumokkal való kezelés megkezdése után vették, mivel ilyenkor az elemzés eredménye hasonlít a virális eredményhez. Ekkor nem kizárt, hogy mégis bakteriális kórokozóval állhatnak szemben. Ezért további bizonyíték kell a negatív eredményre, amit a folyadék kortizontartalmának meghatározása támaszthat alá.
Azokban az esetekben, amelyekben nem vérmérgezés a gyulladás okozója, a kiváltó ok lehet vírus, gomba, rákos szövetátalakulás, szarkoidózis vagy még egy a gerincvelőbe bevezetett kontrasztanyag által okozta kémiai reakció is.
Gyakran a vírus okozta betegség kategóriájába sorolnak minden nem bakteriális, fertőzésmentes enyhe agyhártyagyulladás esetet. Ezt a csoportot külön részletezni lehet egy, az agy-gerincvelői folyadék- vagy vérmintán elvégzett PLR vagy szerológiai vizsgálattal. Ez ki tudja mutatni az enterovírus, herpesz szimplex 2. vírus vagy a mumpszvírus jelenlétét azokon a betegeken, akik ezek ellen még nem lettek beoltva. Ilyenkor az antibiotikumos kezelést tanácsos folytatni mindaddig, amíg egy másodlagos teszt, például egy PLR-vizsgálat pozitívan ki nem mutatja egy vírus jelenlétét.

### A bakteriális diagnózis pontozási rendszere
Az úgynevezett bakteriális agyhártyagyulladás-pontozási rendszer, aminek a használatát 2007-ben jelentették először, legalább egy kockázati faktort mutató, két hónaposnál idősebb gyerekek fertőző agyhártyagyulladás-diagnózisának a megbízhatóságát bizonyítja.

## Kezelése
A bakteriális agyhártyagyulladás könnyen életveszélyes lehet, bakteriális támadás esetén azonnali orvosi beavatkozásra van szükség. A legkisebb gyanú felmerülése esetén még az alaposabb kivizsgálás kezdete előtt el kell kezdeni oxigénadagolás mellett a tapasztalati antibiotikumokkal való kezelést, mégpedig intravénás gyógyszeradagolással, ha a betegnek alacsony a vérnyomása vagy sokkos állapotban van. A gyógyszerek között a legismertebb a benzilpenicillin. Felnőtteknél, különösen ha az pneumococcus eredetű, az agyhártyagyulladás okozta hallásveszteség, a neurológiai utóhatás, valamint a halál gyakoriságát hatásosan lecsökkentik a kortikoszteroid gyógyszerek. A különféle komplikációkat mielőbb felismerendő, a beteg szükség esetén az intenzív osztályra szállítandó.
Ha a beteg nincs tudatánál, vagy nem tud megfelelően lélegezni, akkor lélegeztetés szükséges. Ha emellett megnőtt a nyomás az agyban, akkor ezt a nyomást figyelemmel kell kísérni, és megfelelő értékre beállítani. A rohamokat antiepileptikumokkal kell kezelni. A vízfejűség kezelésére le kell csapolni az agy-gerincvelői folyadékot, és gondoskodni kell a megfelelő elvezetéséről.

### Bakteriális agyhártyagyulladás

#### Antibiotikumok
A bakteriális fertőzés súlyossága miatt az antibiotikumos kezelést már a vizsgálatok megkezdése előtt el kell kezdeni. A pontos gyógyszerezést az adott helyen előforduló gyulladást okozó baktériumfajok alapján állapítják meg. Emellett még tekintetbe kell venni a beteg életkorát, volt-e agysebészeti beavatkozása, szenvedett-e a beteg fejsérülést, vagy van-e beültetett agyvizet levezető rendszere. Például gyerekek, 50 éven felüliek és immunszuppresszáltak esetén ampicillint is adnak a listeria monocytogenes, mint lehetséges kórokozó miatt. A Gram-festés eredményeit figyelembe véve a gyógyszerezés megváltoztatható.
Az agy-gerincvelői folyadék vizsgálata 24–48 óra múlva ad eredményt. Ezután a kórokozó már egyértelmű, és ez alapján megkezdhető a specifikus gyógyszerezés. Azonban nem minden, az adott kórokozó ellen hatásos gyógyszer segít az agyhártyagyulladás leküzdésében. A használt antibiotikumok legtöbbjét még nem tesztelték agyhártyagyulladásos betegeken klinikai vizsgálatokon, csak laborvizsgálatokon mentek át.
A tuberkulózisos agyhártyagyulladás hosszan tartó kezelést igényel. Míg a tüdőfertőzést fél évig, addig ezt egy évig, vagy még tovább kell kezelni. A kortikoszteroidok ebben az esetben hatékonyak, bár nem alkalmazhatók AIDS-esek esetén.

#### Szteroidok
Ahol a HIV ritka, ott a kortikoszteroidokkal végzett kisegítő kezelés csökkenti a halál, a hallásvesztés, és az idegrendszeri károsodás kockázatát a serdülőkben és a felnőttekben. Hatásuk a gyulladás erősségének csökkentésében nyilvánul meg. Az irányelvek szerint a dexametazont vagy a hasonló kortikoszteroidok adását már az antibiotikumok előtt meg kell kezdeni, és négy napig folytatni. Mivel a kortikoszteroidok többnyire csak a meningococcusos fertőzésekben segítenek, egyes irányelvek szerint, ha más kórokozók okozták a betegséget, akkor le kell állni a kortikoszteroidok adásával.
A kortikoszteroidos kisegítő kezelést gyerekeknél is ajánlják. A kezelések a gazdag országokban hasznosnak bizonyultak, a szegény országokban azonban nem jártak eredménnyel, és nem is végeztek olyan vizsgálatokat, hogy megtudják, miért nem. A gazdag országokban is csak akkor használják, ha az antibiotikumok előtt adják, és leginkább a Haemophilus influenzae általi agyhártyagyulladáson segítenek. A védőoltások hatására ez a kórokozó megritkult. Ezért gyerekek esetében csak az antibiotikumok előtt adnak szteroidokat.
A korábbi eredmények felülvizsgálatával kiderült, hogy a szteroidok nem olyan hasznosak, mint amilyennek korábban gondolták őket. Az egyetlen lehetséges hasznuk a hallássérülés csökkentése.

### Virális agyhártyagyulladás
A legtöbb agyhártyagyulladást okozó vírus ellen nincs speciális ellenszer. Tipikus a támogató terápia. Az enyhe esetek kezelhetők otthon, sok folyadék bevitelével, fájdalomcsillapítással és ágynyugalommal. A Herpes simplex és a Varicella zoster aciklovirral kezelhető, de nem bizonyított, hogy a betegek ettől gyógyultak meg.

### Gombák okozta agyhártyagyulladás
A gombák okozta agyhártyagyulladást nagy dózisban adagolt gombaölő szerekkel kezelik, mint amfotericin B-vel és flucitozinnal.

## Következményei

Az agyhártyagyulladás okozta korai halálozás és maradványtünetei miatt ennyi ép évet vesztett el minden 100 000 lakos 2004-ben.
nincs adat
<10
10–25
25–50
50–75
75–100
100–200
200–300
300–400
400–500
500–750
750–1000
>1000

A kezeletlen bakteriális agyhártyagyulladás többnyire halálos, de a vírusok által okozott betegség legtöbbször magától elmúlik.
A kezelés hatékonysága függ a pontos októl és a beteg életkorától:
- Az újszülöttek és a csecsemők körében a halálozás 20–30%.
- A bakteriális agyhártyagyulladással kezelt nagyobb gyerekek 2%-át nem sikerül megmenteni.
- A felnőttek 19–37% nem éli túl a betegséget még kezelés mellett sem.

Ezek az adatok a bakteriális agyhártyagyulladásra vonatkoznak.
Ezen kívül a túlélés esélye más okoktól is függ, mint a kórokozótól. Így a fertőzéstől a kórokozó agy-gerincvelői folyadékban való megjelenésééig eltelt időtől, a betegség súlyosságától, az öntudat szintjétől, vagy az agy-gerincvelői folyadékban jelen levő fehérvérsejtek számától. Például a Haemophilus influenzae vagy a meningococcusok által okozott agyhártyagyulladásnak jobb a prognózisa, mint a B streptococcusok és az S. pneumonia által okozottnak. Felnőttekben streptococcusos vagy meningococcusos fertőzés esetén a halálozási arány 3–7%, ami kisebb a pneumococcusok által okozott agyhártyagyulladás halálozási arányánál. Magyarországon a meningococcusok által okozott agyhártyagyulladások 15%-a végződik halállal.
Az agyhártyagyulladás siketségig menő hallásvesztést, értelmi fogyatékosságot, epilepsziát, tanulási és viselkedési zavarokat hagy maga után a túlélő gyerekek 15%-ában. A hallásvesztés bizonyos esetekben visszafordítható. A felnőtt betegek 66%-a marad ép a betegség gyógyulása után. A fő panaszok a siketség (14%) és az értelmi fogyatékosság (10%). A kullancsok által terjesztett agyhártya- és agyvelőgyulladás idegrendszeri tüneteket hagyhat maga után, például bénulást és beszédzavart.
A bőrvérzéses kiütések üszkösödéshez vezethetnek, amelynek következtében szükségessé válhat a végtagok amputációja is.

## Megelőzése
Mind a bakteriális mind a vírusok által okozott agyhártyagyulladás fertőző, azonban egyik változat sem fertőz olyan mértékben, mint a megfázás vagy az influenza. Mindkét változat terjedhet a légutak váladékcseppjeivel, például szoros testi kapcsolat útján nyál, köpet, vagy másra tüsszentéssel vagy köhögéssel, de nem terjed annak a levegőnek a belégzésével, amelyben egy agyhártyagyulladásos beteg tartózkodik. Ennek ellenére, akik agyhártyagyulladásos beteggel szoros kapcsolatba kerültek azokat megelőzésül antibiotikumos kezelésben részesítik.
Védettség biztosítható rövid távra antibiotikumokkal, és hosszabb távra védőoltással.
Rövid távú megelőzés nyújtható antibiotikumokkal, például rifampicinnel, ciprofloxacinnel vagy ceftriaxonnal. Meningococcusos fertőzés esetén a megelőző kezelés javítja a kilátásokat, de nem véd a későbbi fertőzésektől.
Ismert és népszerű a kullancs terjesztette agyhártya- és agyvelőgyulladás elleni védőoltás. Ez azonban nem véd meg az agyhártyagyulladás többi kórokozójától, azok ellen újabb védőoltásokra van szükség.
Az 1980-as évek óta több ország is bevezette a kötelező védőoltások közé a Haemophilus influenzae ellen védelmet nyújtó vakcinát. Ezekben az országokban eltűnt a kisgyerekek köréből az ebből bekövetkező agyhártyagyulladás. A betegség által leginkább sújtott országok azonban túl szegények a teljes körű oltáshoz, mivel a vakcina túl drága. A mumpsz elleni védőoltással sikerült megfékezni a mumpszos agyhártyagyulladást, ami az oltás előtt a mumpszos esetek 15%-ában fordult elő.
A meningococcusok több típusa ellen is létezik védőoltás. Ezek az A, C, W135 és Y törzsek. Azokban az országokban, ahol bevezették a C törzs elleni védőoltást, nagymértékben csökkent a C törzs által okozott agyhártyagyulladásos esetek száma. Létezik kombinált oltás is a négy törzs ellen, az ACW135Y vakcina. Ez az oltás kötelező a mekkai zarándoklatra szóló vízum kiváltásához. Afrikában a járványok megelőzése és ellenőrzése a betegség korai felismerésén és a tömeges sürgősségi oltásokon alapul. Ezekben az oltásokban A/C vagy A/C/W135 poliszacharid vakcinákat használnak. Magyarországon sokáig a B típus volt az uralkodó, de újabban előretört a C típusú meningococcus. Az új oltóanyagok védenek az A, C, W, Y típusok ellen. A B törzs ellen nehezebb oltóanyagot készíteni, mivel a baktérium felszíni fehérjéi gyenge immunválaszt váltanak ki, vagy keresztreakcióba lépnek az emberi fehérjékkel. Mindenesetre Új-Zéland, Kuba, Norvégia és Chile is kifejlesztett védőoltást a B törzs helyi változata ellen, és ezek az oltások hatékonynak bizonyultak. 2012 januárjában engedélyezte az Európai Unió a svájci Novartis által kifejlesztett Bexsero nevű védőoltást, amely a B típusú agyhártyagyulladás ellen nyújt védelmet. A gyártó szerint az oltás legalább öt évre nyújt védettséget. Egy oltássorozattal csecsemőkben is védelem alakítható ki, amit később emlékeztető oltással meg kell erősíteni.
A Streptococcus pneumoniae elleni PCV (konjugált pneumococcus elleni vakcina) védőoltás a kórokozó összes szerotípusa ellen véd. Ez az oltás szintén hozzájárul a pneumococcusos agyhártyagyulladás leküzdéséhez. A poliszacharid pneumococcus elleni vakcinát csak bizonyos esetekben, például lépeltávolításon átesett személyek esetén használják, mivel nem vált ki mindenkinél megfelelő immunválaszt. Kisgyerekek esetén nem hatékony.
Gyerekekben a tuberkulózis elleni védőoltás hatásos a tuberkulózisos agyhártyagyulladás ellen, de felnőttek esetén már nem nyújt védelmet. Ezért kutatások folynak egy felnőttkorban is védő vakcina kifejlesztésére.

## Elterjedtsége
Habár az agyhártyagyulladást sok országban törvényileg kötelező bejelenteni, a pontos incidencia ismeretlen.
Az incidencia 100 000 főre vetítve: a nyugati országokban évi 3 fő betegszik meg bakteriális agyhártyagyulladásban. Széles körben végzett vizsgálatok szerint a vírusos agyhártyagyulladás elterjedtebb, évi 10,9 beteggel. Brazíliában a bakteriális betegség a gyakoribb, évi 45,8 esettel. A szub-szaharai Afrikát több mint egy évszázada a meningococcusos agyhártyagyulladás járványai gyötrik. A járványok tipikusan a decembertől júniusig tartó száraz évszakban kezdődnek, és két-három éven át tartanak, amikor is az esős évszak vet véget nekik. Ezekben a járványokban 100-800-an betegednek meg, amely betegeket a helyi egészségügy nem tudja megfelelően ellátni. A járványért főleg meningococcusok felelősek. A legnagyobb járvány az 1996–1997-es volt, 250 000 beteggel és 25 000 halálos áldozattal.
A meningococcusos agyhártyagyulladás főként ott okoz járványt, ahol sokan zsúfolódnak össze, például hadseregekben, főiskolákon, egyetemeken, kollégiumokban és az évenkénti mekkai zarándoklaton. A járvány további okai között megtalálható a legyengült immunrendszer, a zsúfoltság, a szegényes életkörülmények, az úti körülmények, az éghajlati sajátságok, és a már meglevő fertőzések.
A bakteriális agyhártyagyulladás kórokozói különböző területeken terjedtek el. Európában a N. meningitides B és C törzsei felelősek a legtöbb esetért, Ázsiában és Afrikában inkább az A törzs terjedt el. Afrikában a dokumentált meningococcusos megbetegedések 80-85%-át ez a törzs okozza.
1985 és 1996 között Magyarországon évente 260-an betegedtek meg kullancs agyhártya- és agyvelőgyulladásban. Az utóbbi években az oltás népszerűsége miatt a betegség visszaszorult, 60-70 megbetegedésről tudni. Leginkább Vas, Zala és Somogy megyékben fordult elő. Ezzel szemben a meningococcus C előretört, 2010 júliusa és 2011 áprilisa között 69-en betegedtek meg meningococcusos C agyhártyagyulladásban, melyből 9 eset halállal végződött. Leginkább Vas megyében fordult elő.

## Története
Attia és társai szerint már Hippokratész ismerte az agyhártyagyulladást. A középkori orvosok, például Avicenna már biztosan találkoztak vele. A tuberkulózisos agyhártyagyulladást Sir Robert Whytt Edinburghban működő orvos írta le. Jelentése csak halála után, 1768-ban került nyilvánosságra. A betegség és kórokozója közötti kapcsolatot csak a 19. században állapították meg.
Az agyhártyagyulladás-járványok viszonylag új jelenségek. Gaspard Vieusseux dokumentálta az első járványt, amely Genfben tört ki 1805-ben. A következő évtizedekben August Hirsch Nyugat-Poroszországban, Elisa North pedig Massachusettsben számolt be járványos agyhártyagyulladásról. Az első Afrikában kitört járványról 1840-ben írtak. Afrikában gyakoribbá váltak a járványok a 20. század elejétől, az 1905–1908-as nigériai és ghánai nagyobb járvánnyal kezdve.
Anton Weichselbaum 1887-ben írta le a meningococcust. A régi beszámolók szerint a betegek 90%-a meghalt. 1906-ban készült az első antiszérum lovakban. A módszert Simon Flexner amerikai kutató fejlesztette tovább. Ezzel nagyban sikerült csökkenteni a halálozási arányt. 1944-ben a penicillin hatásosnak bizonyult a betegség kezelésében. A 20. század végén a Haemophilus elleni védőoltások sikeresnek bizonyultak az általa okozott agyhártyagyulladás megelőzésére. 2002-ben cikkeztek arról, hogy a szteroidos kezelés javítja a betegek kilátásait.

## Fordítás
Ez a szócikk részben vagy egészben  a   Meningitis című angol Wikipédia-szócikk ezen változatának fordításán alapul.  Az eredeti cikk szerkesztőit annak laptörténete sorolja fel. Ez a jelzés csupán a megfogalmazás eredetét és a szerzői jogokat jelzi, nem szolgál a cikkben szereplő információk forrásmegjelöléseként.